# Angelo Canini
Pour les articles homonymes, voir Canini.
Angelo Canini d’Anghiari (né en 1521 à Anghiari - mort en 1557) est un philologue italien de la Renaissance.

## Biographie
Né à Anghiari en Toscane, en 1521 Angelo Canini fut un très-habile grammairien, au jugement de Downe, de Vossius, de Lancelot, de Lefèvre, de Scaliger. À la connaissance de la langue grecque, qui lui valut ces honorables suffrages, Canini joignait la connaissance de l’hébreu, du syriaque et des autres langues orientales. Il erra longtemps, enseignant toutes ces langues, à Venise, à Padoue, à Bologne, à Rome, en Espagne. François Ier l’attira à Paris pour être professeur à l’université, et il est assez singulier que Du Boulay et Crévier ne fassent aucune mention de Canini dans leurs histoires de l’université. Ce fut à Paris, et non en Hongrie, qu’il eut pour écolier Andreas Dudith. Il fut ensuite attaché à Guillaume Duprat, évêque de Clermont, et mourut en Auvergne en 1557. Nicolás Antonio cependant, sur le témoignage de Francisco Foreiro, le dit mort à Séville, et, à ce titre, lui a donné place dans sa Bibliotheca Extero-Hispana, faisant partie de sa Bibliotheca Hispana nova.

## Œuvres
- De Locis S. Scripturæ hebraicis Commentaria, imprimé avec les Quinquagenæ d’Antonio de Nebrija, Anvers, 1600, in-8° ;
- De Hellenismo, 1555, in-4° ; réimprimé avec les notes de Charles Hauboès, Paris, 1578, in-8°, et Londres, 1613, in-8° ; réimprimé à Leyde, en 1700, par les soins de Thomas Crenius, qui, outre quelques notes, y a ajouté une préface, dans laquelle il donne la liste des hommes et des femmes illustres qui s’appelaient Ange ;
- Institutiones linguarum syriacæ, assyriacæ et thalmudicæ una cum æthiopicæ et arabicæ collatione, quibus addita est ad calcem N.T. multorum locorum enarratio, Paris, Charles Estienne, 1554, in-4° ;
- Grammatica græca, Paris in-4° ;ù
- une version latine du commentaire de Simplicius sur Épictète, imprimée à Venise, 1546, in-fol. ; ibid., 1569, in-fol.